# Acripia chloropera
Acripia chloropera är en fjärilsart som beskrevs av George Francis Hampson 1902. Acripia chloropera ingår i släktet Acripia och familjen trågspinnare. Inga underarter finns listade i Catalogue of Life.